# La dulce tía: Vuelve la tía
La dulce tía: Vuelve la tía (Conocida simplemente como Vuelve la tia) es una película venezolana de comedia estrenada directamente en televisión. Dirigida por Ramón Tovar y protagonizada por Gustavo Rodríguez y Emma Rabbe. Es la secuela de La dulce tía de 1991.
Nuevamente fue producida por Cisneros Media y Venevisión.

## Elenco
- Gustavo Rodríguez[1]
- Emma Rabbe
- Eva Blanco
- Yolanda Méndez
- Juan Carlos Vivas
- Paul Gillman
- Luis Pérez Pons
- Carolina Cristancho
- María de Lourdes devonish
- Ernesto Balzi
- Humberto Tancredi
- Adriana Marín
- William Luque
- Elizabeth López
- José Miguel Pombla